# Wakeskate

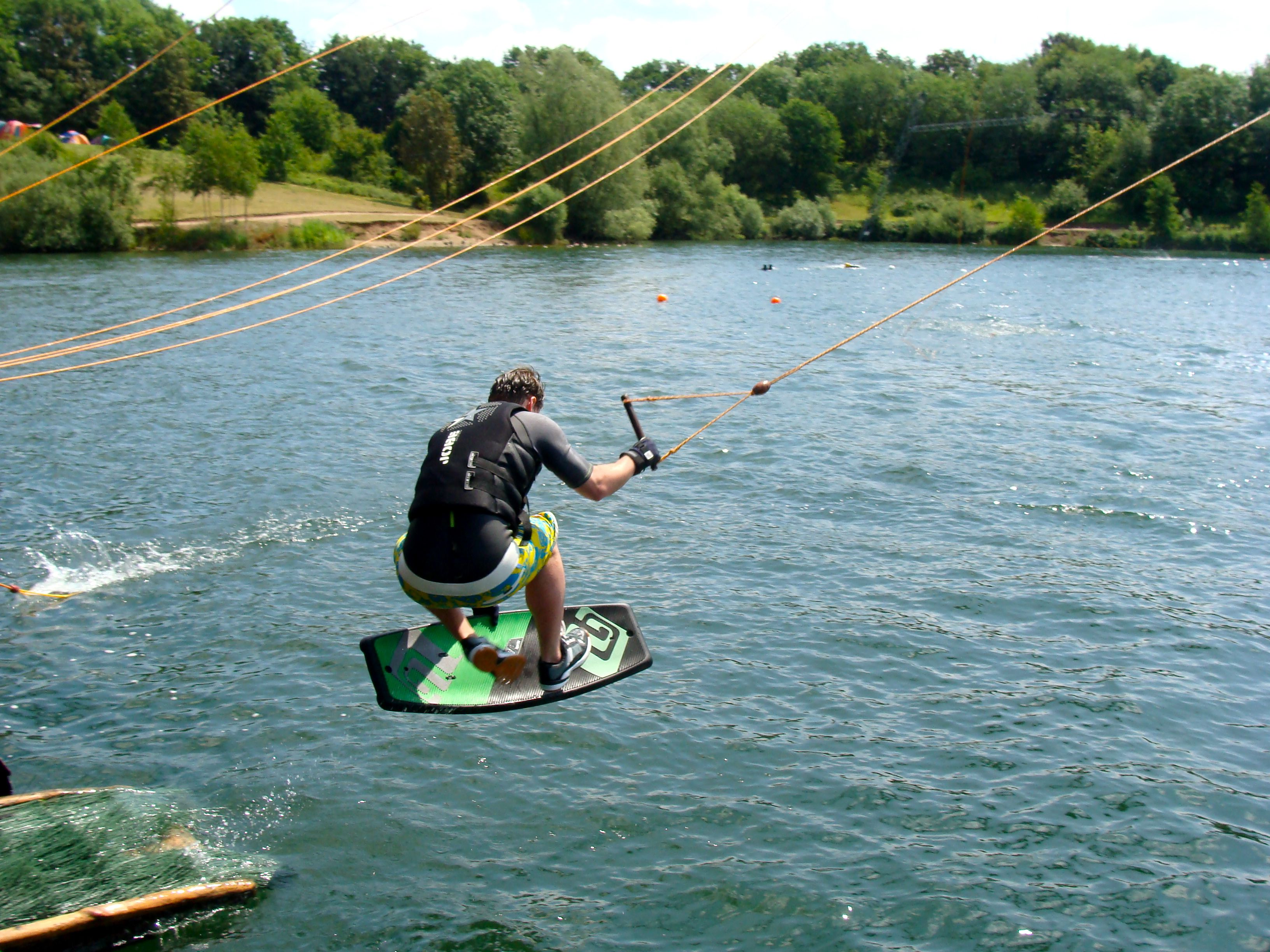
En man på Wakeskate.

Wakeskate är en vattensport, en variant av wakeboard. Den bräda man använder inom wakeskate är mindre än den bräda som används inom wakeboard, mer lik en skateboard och sportens namn "wakeskate" är också en sammansättning av begreppen "wakeboard" och "skateboard". Att utöva sporten innebär därför i det närmaste att man åker wakeboard som skateboard.
Till skillnad från wakeboard, men likt skateboard, har en wakeskate inga bindningar, utan åkaren står antingen med skor (speciella wakeskateskor finns på marknaden) eller barfota på brädan. Likt wakeboard (eller vattenskidor) dras åkaren efter båt, på en kabelbana eller av en vinsch. Då åkaren inte sitter fast på brädan gör man inga volter (eller så kallade "inverts" i tävlingstermer), utan tricklistan i wakeskate delar en hel del med skateboard där surface-tricks (på vattenytan), lip-tricks (på vågtoppen) och wake-to-wake-tricks (hopp mellan båtens två vågor) kombineras med de trick man klarar på sliders (rails), kickers (hopp) och annat som samlas under gruppbenämningen "obstacles".

## Sverige
Wakeskate i idrotts- och tävlingstermer hanteras i Sverige inom SVWF - Svenska Vattenskid- och Wakeboardförbundet.